# 埃索姆希爾 (喬治亞州)
埃索姆希爾（英語：Esom Hill）是位於美國喬治亞州波爾克縣的一個非建制地區。該地的面積和人口皆未知。

## 地理
埃索姆希爾的座標為33°56′56″N 85°23′16″W / 33.94889°N 85.38778°W，而該地的平均海拔高度為279米（即915英尺）。